# Трутовский, Константин Александрович
Константи́н Алекса́ндрович Труто́вский (28 января [9 февраля] 1826, Курск — 17 [29] марта 1893, село Яковлевка, Обоянский уезд, Курская губерния) —  русский жанровый живописец, иллюстратор произведений Н. В. Гоголя, М. Ю. Лермонтова, И. А. Крылова, автор картин, посвященных жизни в Малороссии, академик Императорской Академии художеств, член Королевского бельгийского общества акварелистов
Автор первого известного портрета Ф. М. Достоевского, окончившего в чине подпоручика офицерские классы Главного Инженерного училища.

## Биография

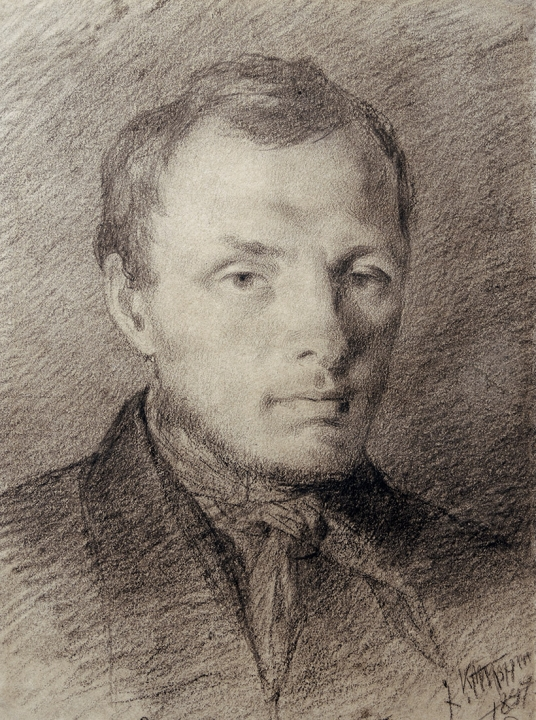
«Портрет Ф. М. Достоевского» (1847), бумага, итальянский карандаш — Государственный Литературный музей.

Трутовский Константин Александрович — живописец-жанрист. Получив начальное образование в одном из частных учебных заведений Харькова, в 1839 году был привезен в Санкт-Петербург, определен в Николаевское инженерное училище и ещё в бытность свою там выказал большую любовь и способность к искусству.
Окончив в 1845 году курс этого заведения и его офицерских классов, оставлен при нём в качестве репетитора и стал усердно посещать классы Императорской Академии художеств. Считался в ней учеником профессора Ф. А. Бруни и готовился быть историческим живописцем, хотя чувствовал в себе влечение предпочтительно к жанру.
В 1849 году уехал в родительское имение, где малороссийские природа и народный быт произвели на него столь сильное впечатление, что сделались главным источником, из которого он с этого времени главным образом почерпал содержание для своих произведений. Вскоре он вышел в отставку и поселился в деревне в Курской губернии, лишь иногда являясь в Москву и Санкт-Петербург с рисунками и картинами. Получил от Академии художеств звание свободного художника (1856).
В 1861 году за картину «Хоровод в Курской губернии» (находится в Третьяковской галерее в Москве) Академия возвела его в звание академика. Позднее это произведение с большим успехом экспонировалось на Всемирной выставке в Лондоне. С 1871 года по 1881 год он служил инспектором Московского училища живописи, ваяния и зодчества, а затем снова жил и трудился в своем имении.
Хоть Трутовский и не принадлежал к передвижникам, но имел с ними творческие связи. Так, картина "Кобзарь над Днепром" экспонировалась в 1877 году на выставке Общества передвижников.
Трутовский отличался чрезвычайной творческой плодовитостью: картин, акварелей и карандашных рисунков исполнено им несчетное количество. Кроме сцен украинской простонародной жизни, он изображал типы и нравы мелких помещиков, выказывая в этих изображениях свою тонкую наблюдательность, остроумие и нередко поэтическое чувство. К сожалению, недостаточность полученной им художественной подготовки и привычка — особенно в последнее время — работать спешно, не справляясь с натурой, во многих случаях уменьшают достоинство его хорошо задуманных и ловко исполненных произведений, из которых достаточно будет указать на картины: «Колядки в Малороссии» (находится в Государственном Русском музее в Санкт-Петербурге), «В рабочую пору» (в собрании К. Т. Солдатенкова в Москве), «Сорочинская ярмарка», «Свидание» и «Помещики-политики», и на акварели «После обеда, в летнюю пору» и «Благодетели» (в Третьяковской галерее в Москве).

## Галерея

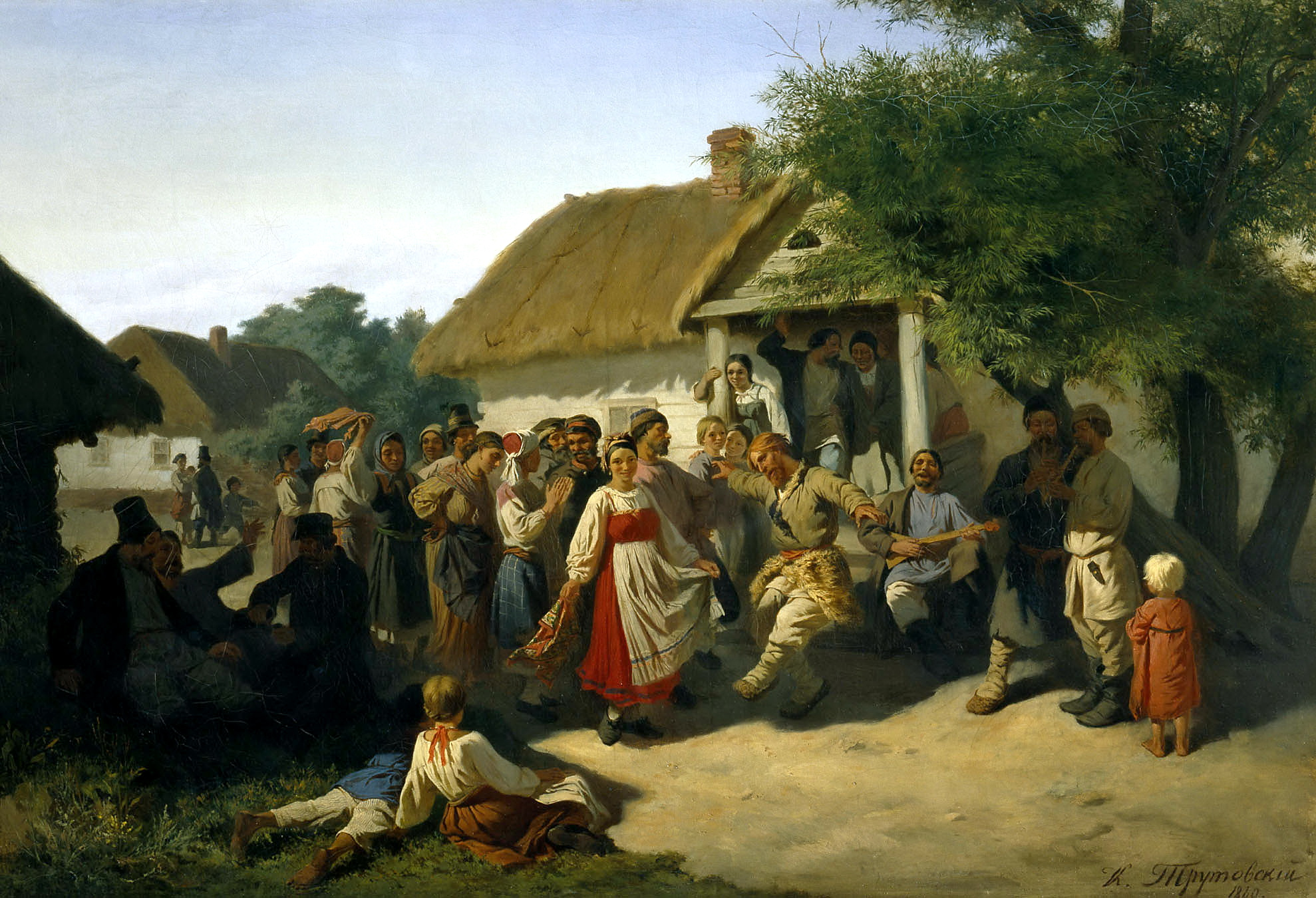
«Хоровод в Курской губернии» (1860),  холст, масло — Государственная Третьяковская галерея.
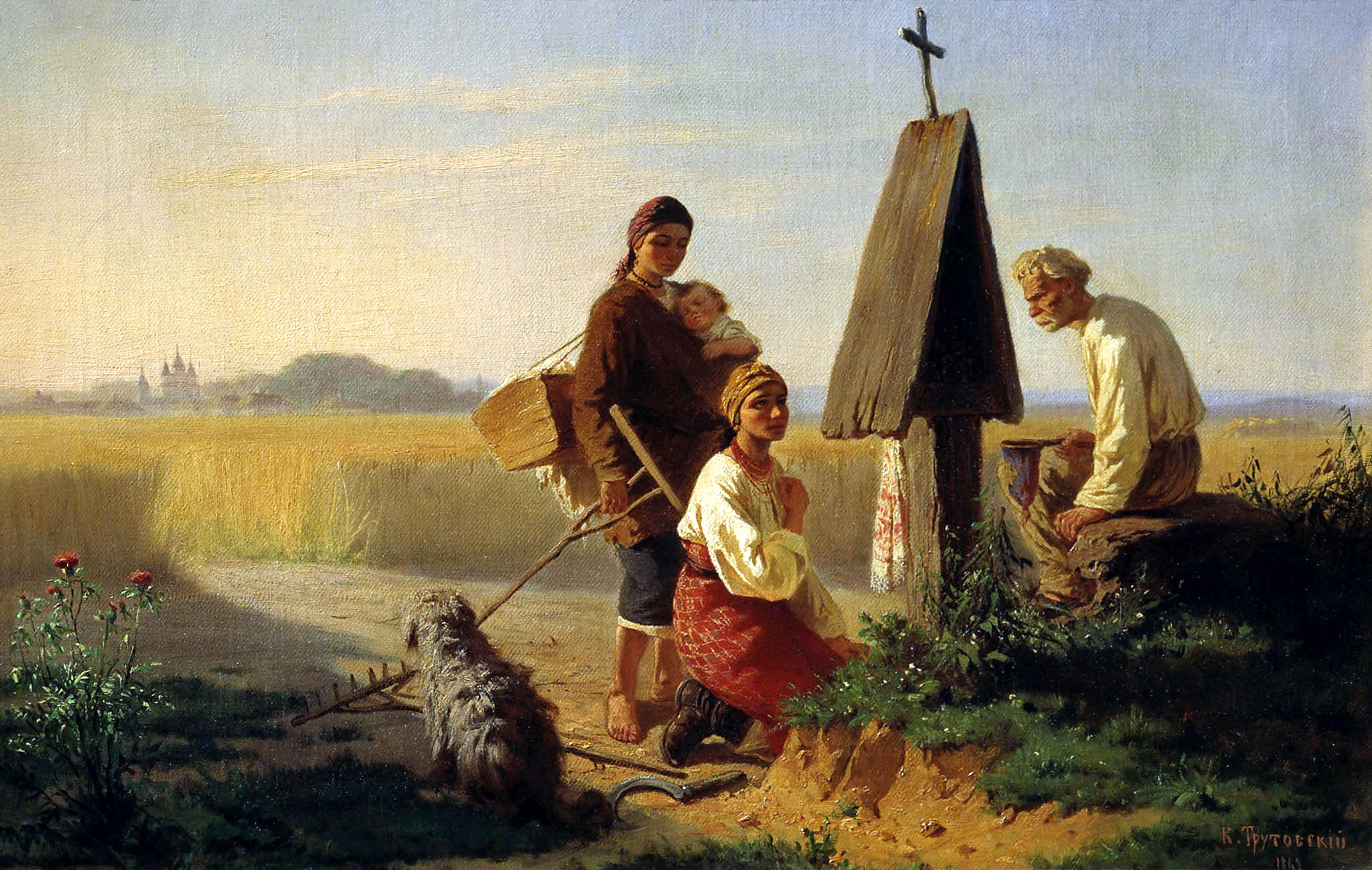
«Сбор на церковь» (1863),  холст, масло — Запорожский областной художественный музей.
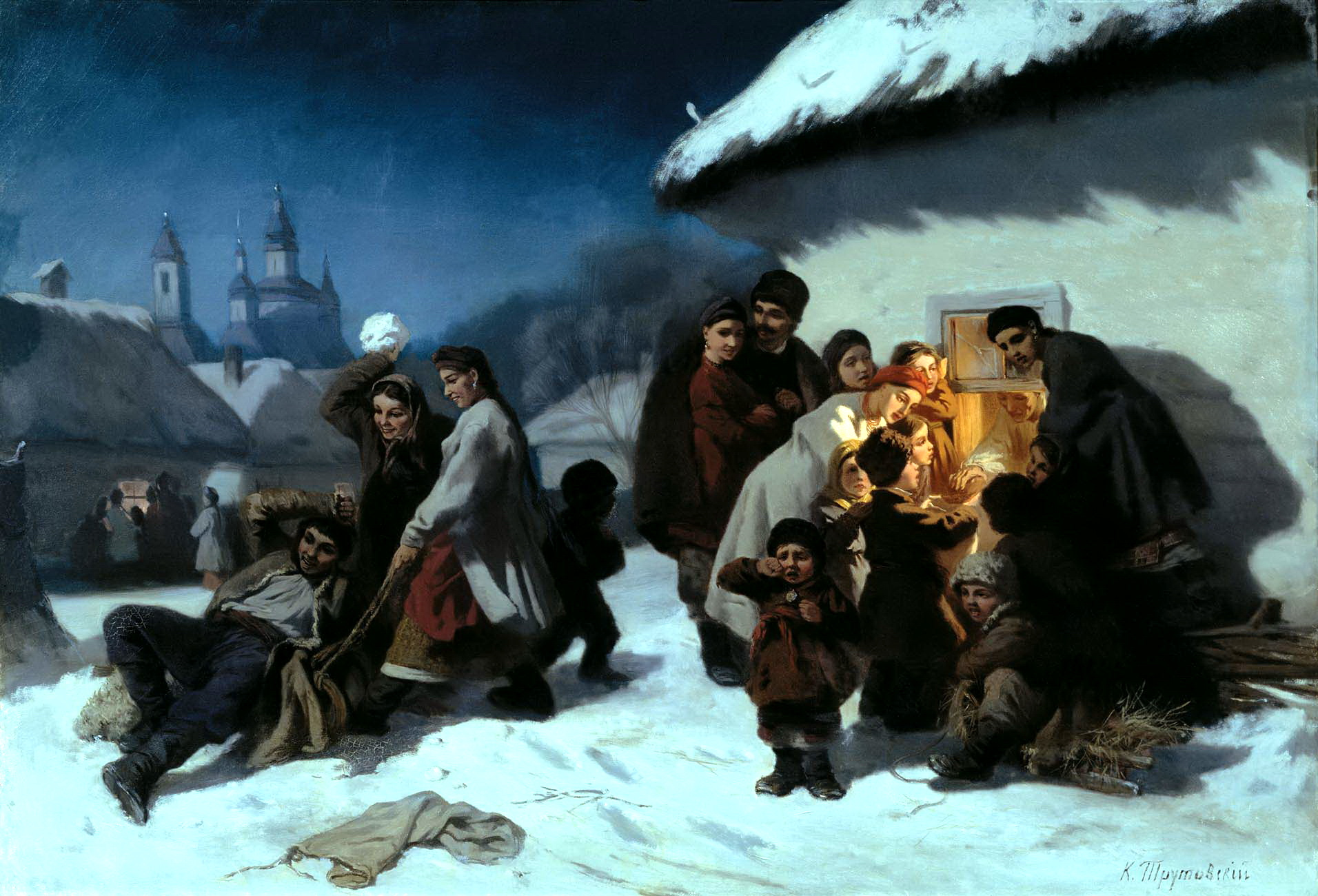
«Колядки в Малороссии» (ранее 1864),  холст, масло — Государственный Русский музей.
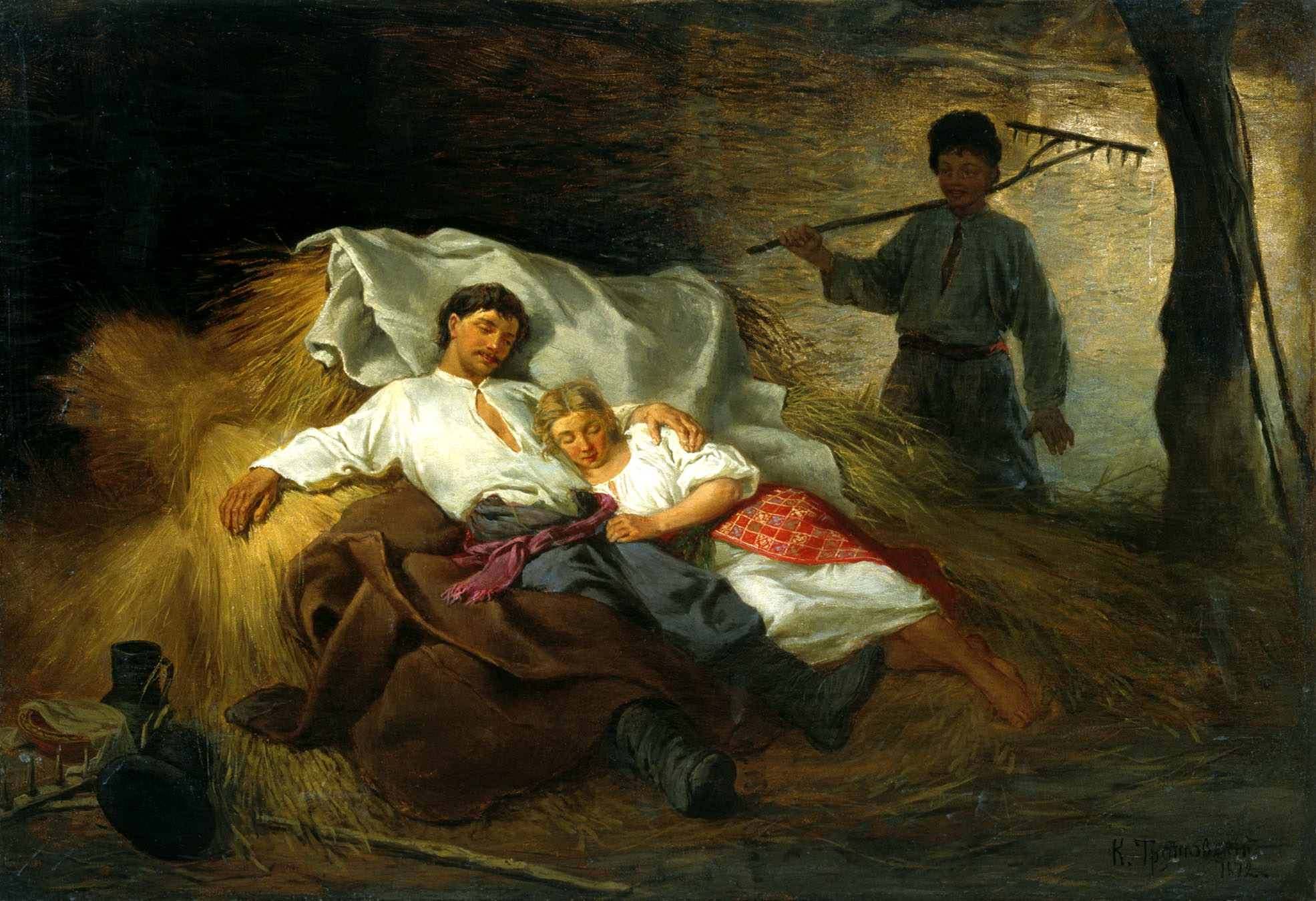
«На сеновале» (1872),  холст, масло — Тюменский областной музей изобразительных искусств.
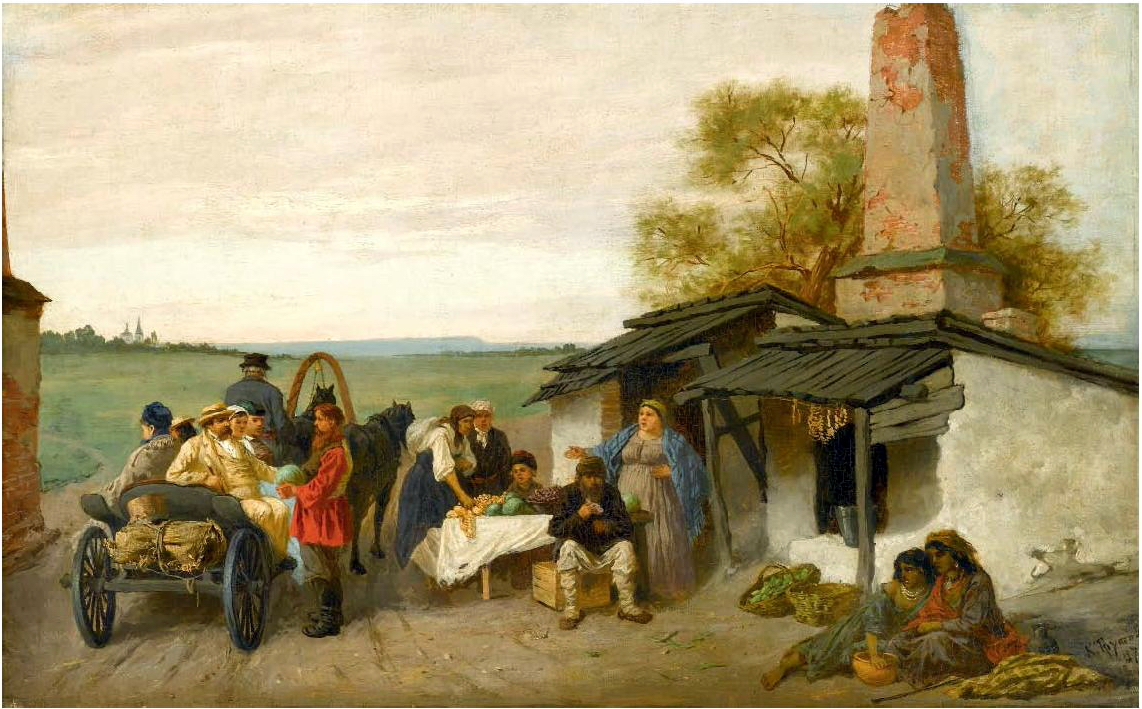
«Городским путникам предлагают фрукты на обочине» (1873),  холст, масло — частное собрание.
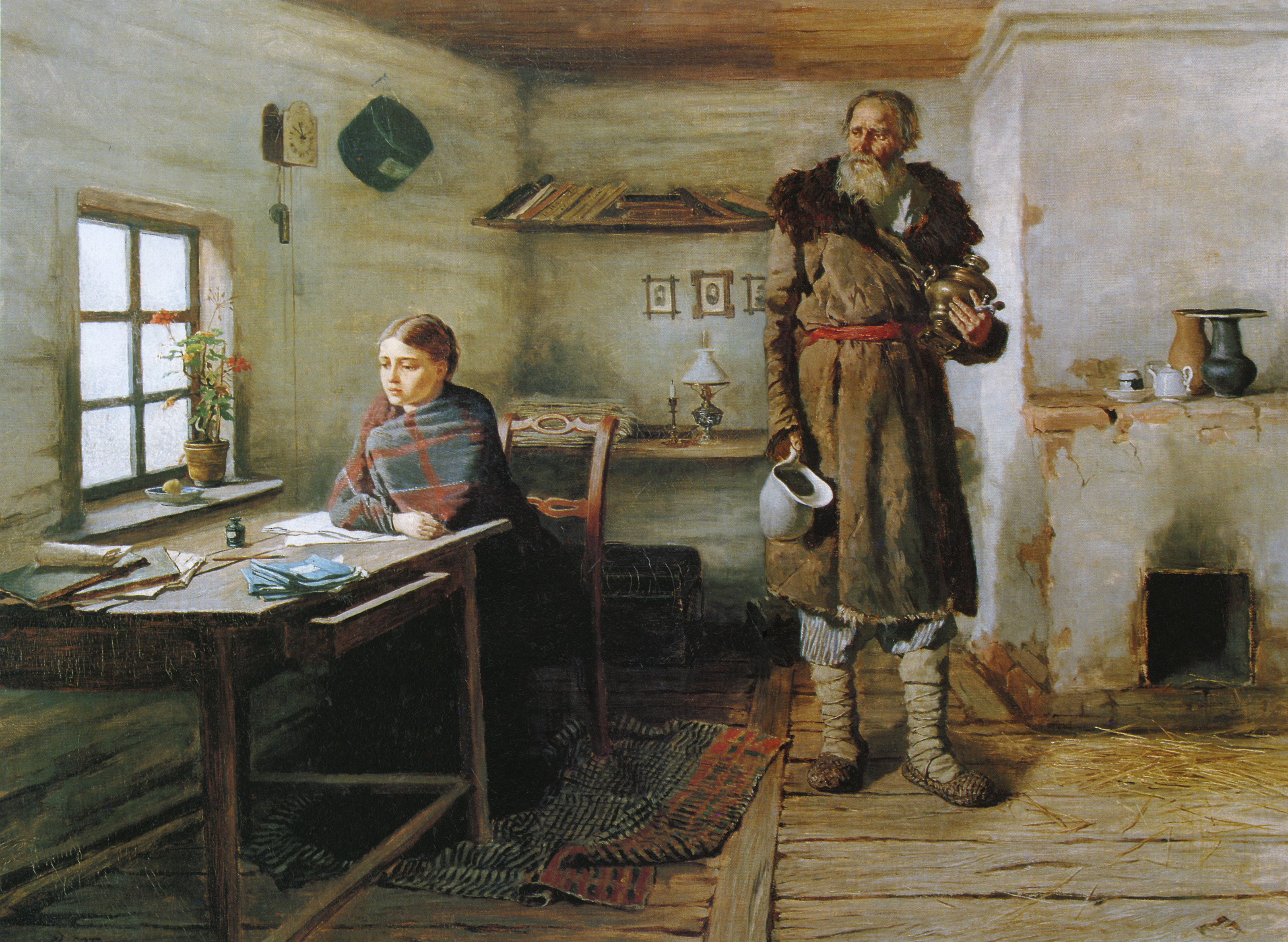
«Сельская учительница» (1883),  холст, масло — Государственный музей изобразительных искусств Республики Татарстан.
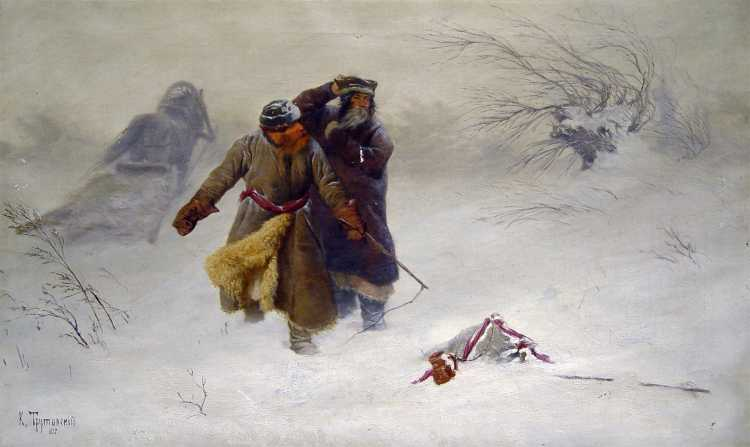
«В метель» (1887),  холст, масло — частное собрание.
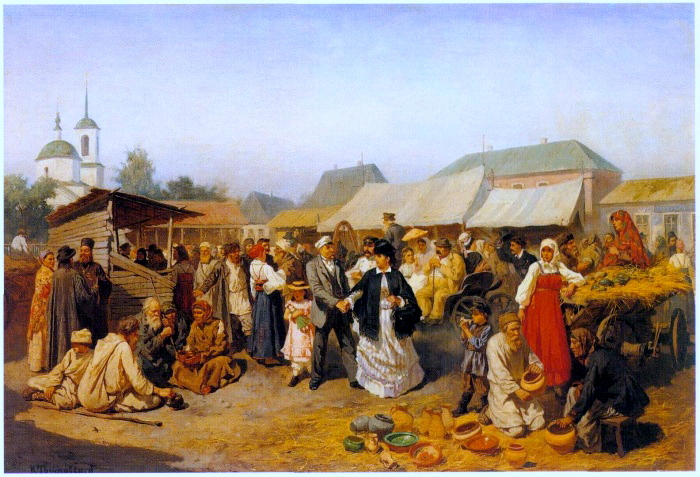
«Базар в провинции» (ранее 1893),  холст, масло — Государственная Третьяковская галерея.
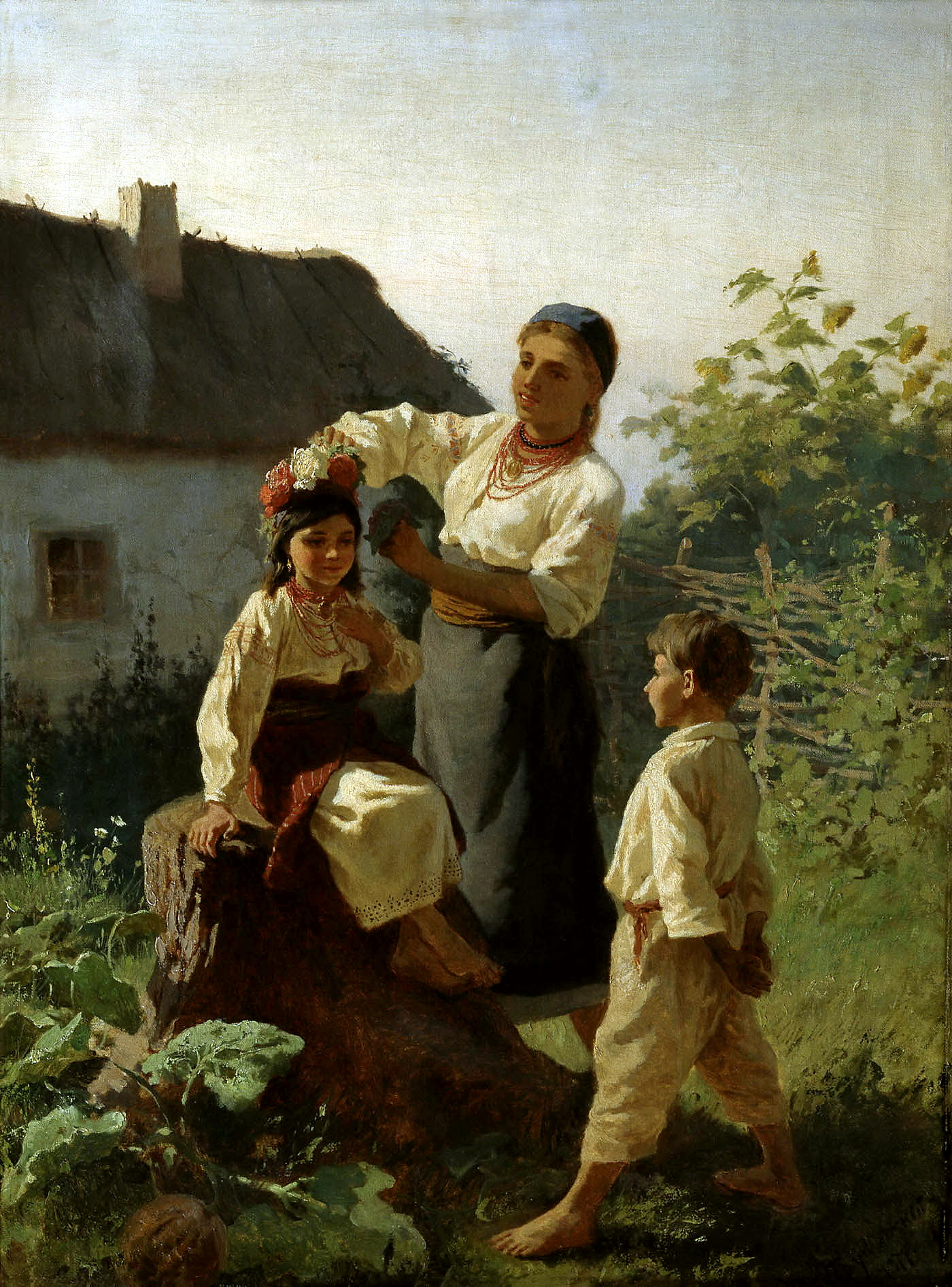
«Надевают венок» (ранее 1893),  холст, масло — Харьковский художественный музей.
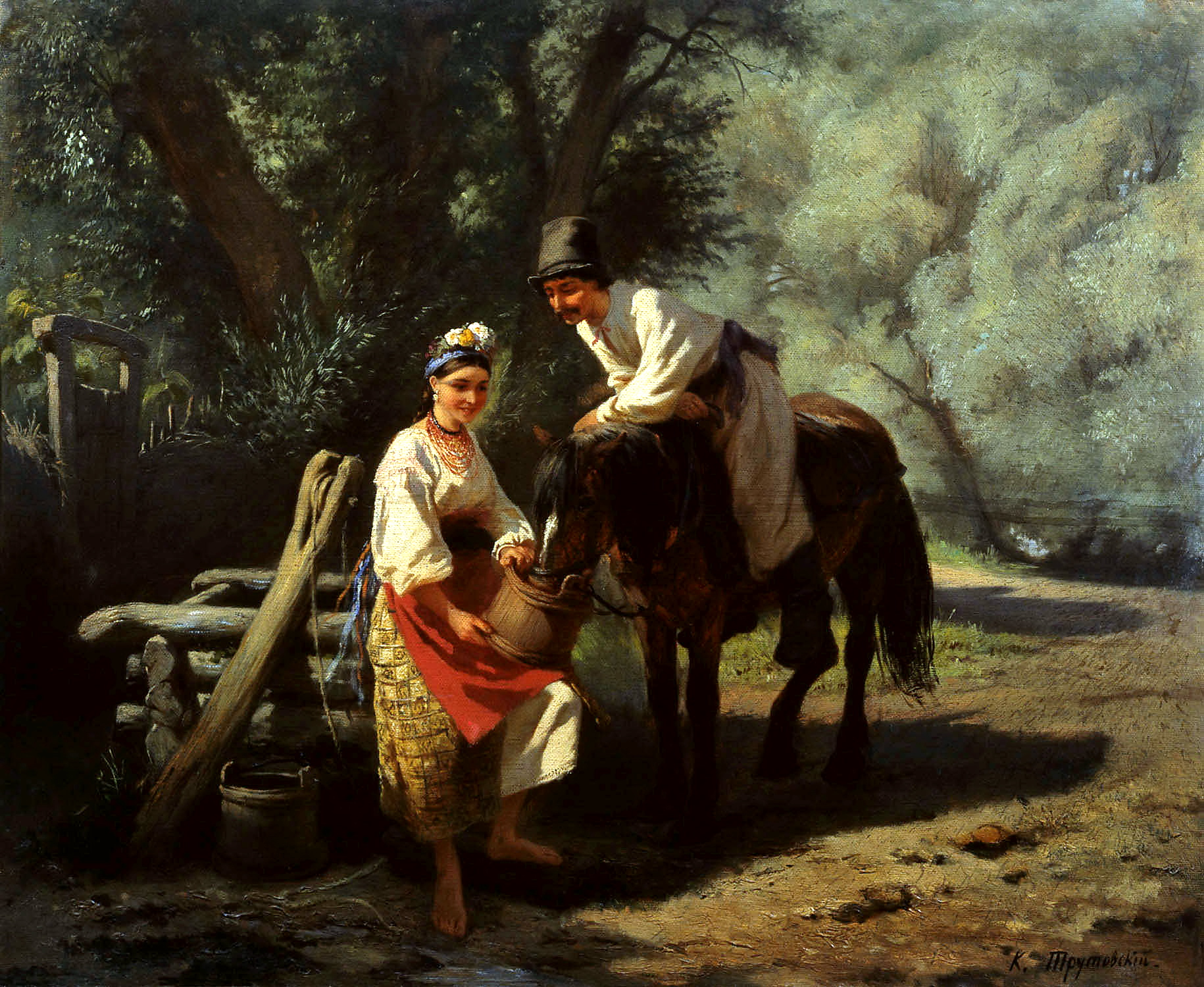
«Сцена у колодца» (ранее 1893),  холст, масло — Республиканский художественный музей имени Ц. С. Сампилова.

## Семья художника
К. А. Трутовский был женат на племяннице жены известного критика и общественного деятеля С. Т. Аксакова Софии Алексеевне Самбурской. Сын художника — Владимир Константинович (1862–1932) — искусствовед, нумизмат, секретарь Московского археологического общества. Был женат на Александре Владимировне Мошниной, племяннице святого Серафима Саровского. От этого брака у Владимира Константиновича были две дочери — Надин и Наташа.
Скончавшегося в родовом имении Яковлевка художника похоронили в Обоянском Богородицко-Знаменском мужском монастыре, полностью уничтоженном большевиками в 1924 году.

## Комментарии
1. 1 2  22 февраля (6 марта) 1855 Указом императора Александра II Главное Инженерное училище, в честь основателя Императора Николая I переименовано в Николаевское Инженерное училище  Архивная копия от 12 июля 2021 на Wayback Machine, .